# Özge Özberk
Özge Özberk (* 13. August 1976 in Istanbul) ist eine türkische Schauspielerin. Sie ist auch eine ausgebildete Ballerina.
Sie absolvierte die Theaterabteilung des Müjdat Gezen Sanat Merkezi. Von 2000 bis 2002 arbeitete sie als Regisseurin am Poesie Theater Club der Universität Istanbul. In verschiedenen Amateurtheatern spielte sie als Ballerina und Schauspielerin. Bei dem Theaterspiel Oğlum Adam Olacak war sie Regieassistentin und übernahm eine Rolle als Schauspielerin. In Fernsehserien wie Bizim Ev, Sır Dosyası und Bizimkiler nahm sie als Schauspielerin teil und spielte im Film Yildiz Tepe die Hauptrolle.

## Filmografie
- 1989: Bizimkiler
- 1993: Şaban Askerde
- 1995: Bizim Ev
- 1997: Bir Demet Tiyatro
- 1999: Sır Dosyası
- 2000: Yıldız Tepe
- 2004: Çemberimde Gül Oya
- 2004: G.O.R.A.
- 2005: Mein Vater und mein Sohn (Babam ve Oğlum)
- 2006: Kırık Kanatlar
- 2007: Geniş Zamanlar
- 2007: Mavi Gözlü Dev
- 2008: Sinekli Bakkal
- 2008: 120
- 2008: A.R.O.G.
- 2009: Yol Arkadaşım
- 2011: Pis Yedili
- 2011: Canım Babam
- 2012: N'apcaz Şimdi?
- 2017: Kalbimdeki Deniz